# Oranje Nassau's Oord

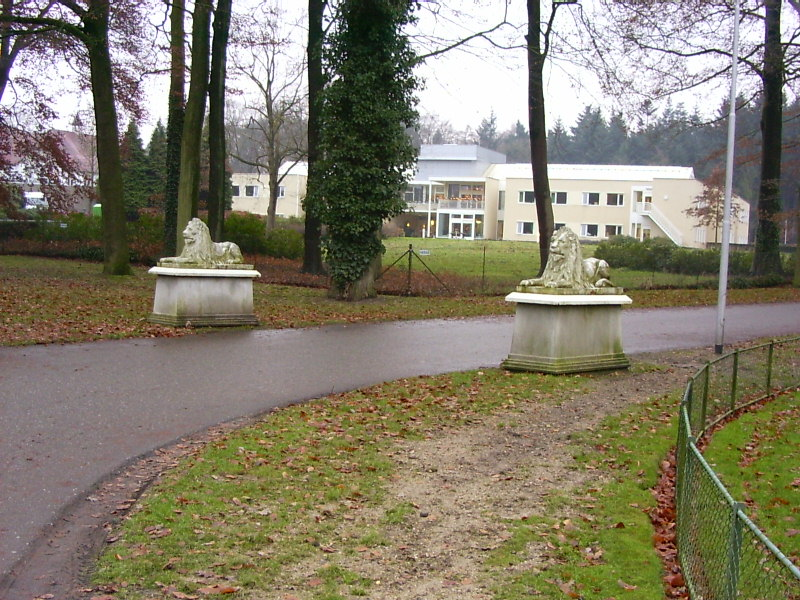
Leeuwen begroeten de bezoeker

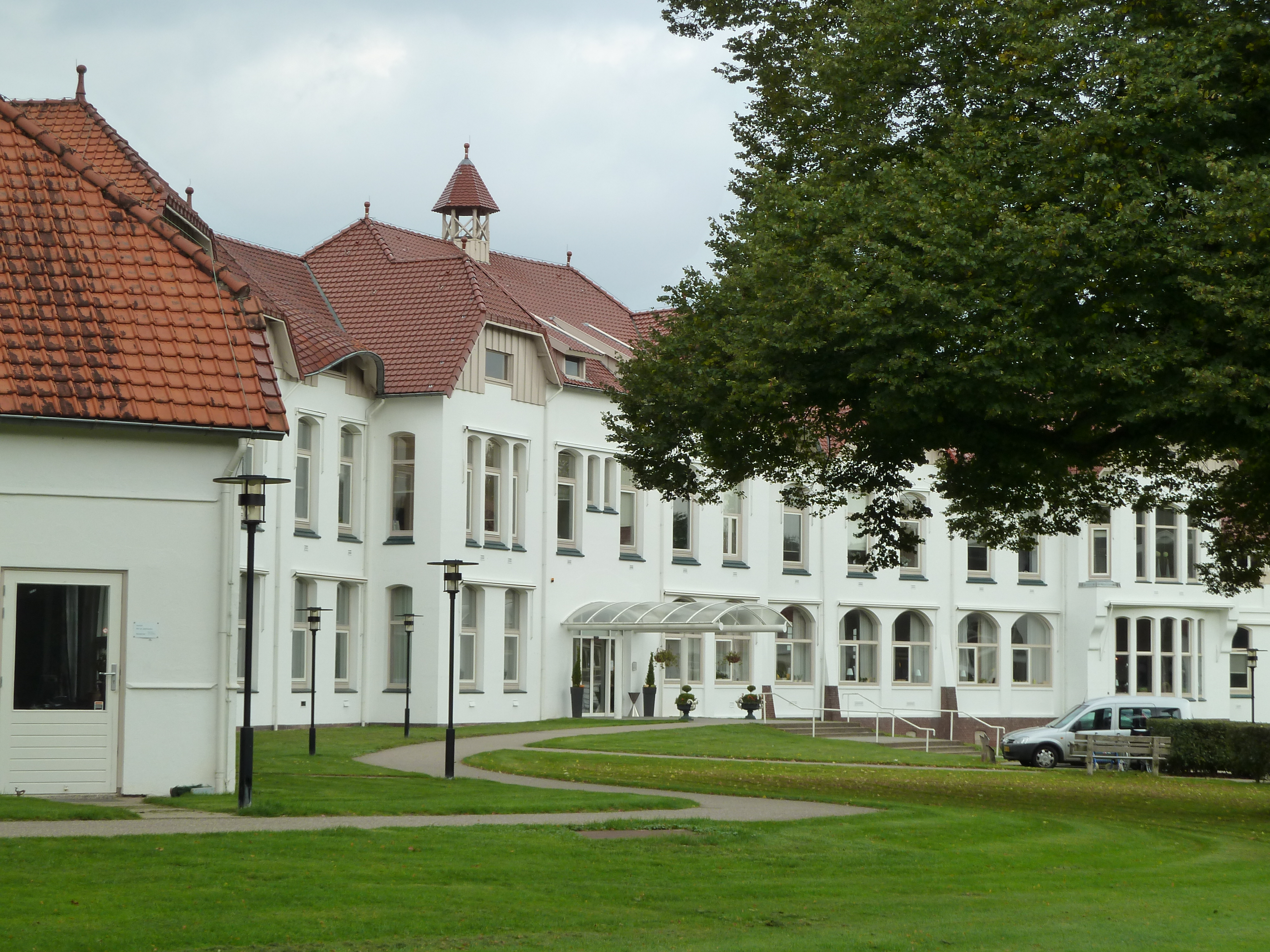
Het sanatoriumgebouw

Oranje Nassau's Oord, lokaal bekend onder de afkorting ONO, is een landgoed gelegen in het oosten van de gemeente Wageningen vlak bij het dorp Renkum in de Nederlandse provincie Gelderland. Het landgoed behoort grotendeels tot die laatste gemeente. Het bestaat uit weiland in het Renkums Beekdal en bos gelegen op de oostflank van de Wageningse Berg. Aan de rand van het bos ligt het oude sanatorium (voorheen genoemd: Sanatorium voor longlijders), ontworpen door Roelof Kuipers, tegenwoordig het verpleeghuis Oranje Nassau's Oord. Naast het sanatorium lag voorheen het koninklijk paleis Oranje Nassau's Oord, dat aan het einde van de Tweede Wereldoorlog grotendeels werd verwoest en vervolgens afgebroken.
Het landgoed grenst aan de noordkant, langs Domeinweg en Grenspad, aan de bossen van de Dorschkamp, die eigendom zijn van Staatsbosbeheer en zich uitstrekken tot aan de Geertjesweg. ONO en Dorschkamp vormen een aaneengesloten wandelgebied.

## Geschiedenis
In het beekdal stond vanaf de middeleeuwen het kasteel Grunsfoort. Dit werd eind 18e eeuw afgebroken. In 1937 zijn op de plaats van het kasteel opgravingen verricht door A.E. van Giffen. De plaats van het voormalige kasteel is met palen gemarkeerd. Aan de Beukenlaan staat een informatiebord.
In 1639 kocht Willem van Raesfelt grond van het voormalige klooster te Renkum, tegen de oostflank van de Wageningse Berg. Op dit land liet hij het eerste huis Cortenberg bouwen, genoemd naar een deel van de Wageningse Berg. Een latere bewoner veranderde de naam in Cortenburg. In 1839 is het huis verbouwd, maar reeds in 1857 is het gesloopt, nadat aan de andere kant van de oprijlaan, ten westen daarvan en midden op de zichtas die vanaf het oude huis naar het westen liep, een nieuw huis was gebouwd, Kortenburg genaamd, op de plaats waar nu de kubusvormige nieuwbouw bij de oostpunt van het sanatoriumgebouw staat.
In 1881 kocht koning Willem III het huis en landgoed Grunsfoort van graaf van Rechteren van Appeltern. Het bijbehorende landgoed had een oppervlakte van 182 hectare. Willem III hoopte dat de omgeving zijn vrouw Emma van Waldeck-Pyrmont zou doen denken aan haar geboortestreek in Hessen en haar heimwee zou verzachten. In 1883 was het paleis, dat de naam Oranje Nassau's Oord kreeg, na verbouwingen gereed voor bewoning. De koning investeerde in totaal een half miljoen gulden in Oranje Nassau's Oord, inclusief de aankoopsom. Emma heeft er uiteindelijk slechts enkele zomers doorgebracht. Volgens ontwerpen van tuinarchitect Louis Paul Zocher werd het traditionele eikenhakhout op het landgoed vervangen door grove den. De imposante beukenlanen (de Koningslaan en de Koninginnelaan) werden toen aangelegd.
Willem III beoefende op het paleis een voor een vorst ongewone hobby: houtbewerken. Zijn gereedschap is bewaard gebleven. Willem III ging ook graag met plaatselijke vissers vissen op de Rijn.
Na zijn overlijden in 1890 werd Oranje Nassau's Oord gemeenschappelijk bezit van zijn weduwe Emma en zijn enig nog levende kind Wilhelmina. Per 1 januari 1899 kreeg Emma het volledige eigendom over Oranje Nassau's Oord.
Ter gelegenheid van haar afscheid als regentes kreeg koningin-moeder Emma als nationaal geschenk een bedrag van 300.000 gulden aangereikt. Het grootste deel gebruikte ze om van Oranje Nassau's Oord een weldadige instelling te maken voor de bestrijding van tuberculose; zij had een van haar zusters verloren aan deze ziekte. Zo verrees in 1901 naast het paleis het veel grotere, witte sanatoriumgebouw, ontworpen door de architect Eduard Cuypers. Dit gebouw kreeg een gebogen vorm. Langs een rechte wand zou tocht kunnen ontstaan, wat de longlijders zou schaden. Oranje Nassau's Oord werd daarmee het eerste Nederlands sanatorium. Emma schonk het complete complex met landgoed weg. Omdat het de bedoeling was dat ook het armere deel van de bevolking hiervan gebruik kon maken, werd er door de koningin-moeder een fonds opgericht waaruit de verpleegkosten betaald moesten worden en dat haar naam kreeg: het Emmafonds. Het paleis werd in de Tweede Wereldoorlog zwaar beschadigd en daarna afgebroken.
In verband met het vrijwel verdwijnen van tuberculose uit Nederland werd het sanatorium in de jaren zeventig van de twintigste eeuw omgevormd tot verpleeghuis voor dementerende bejaarden. Nieuwbouw in een zachtgele kleur werd toegevoegd. Het oude sanatoriumgebouw huisvest nog slechts ondersteunende diensten.
Het landgoed heeft nu een oppervlakte van 168 hectare, 14 hectare minder dan in 1881. Aan de westzijde is terrein verloren gegaan door de noordwaartse verlegging van Provinciale weg 225 in de jaren zestig van de twintigste eeuw en de bouw van het Pieter Pauw Ziekenhuis in 1974. Aan de oostkant eiste het industrieterrein Beukenlaan zijn deel. Tot en met 2007 leverde het landgoed op grote schaal kerstbomen aan particulieren. Door de toegenomen concurrentie uit het buitenland beperkt men zich sinds 2008 tot groot formaat kerstbomen. De voormalige moestuin van het landgoed is sinds ongeveer 2000 in gebruik als biologische moestuin. Door de omheining bestaande uit gemetselde muren heeft deze tuin de naam "Ommuurde tuin". In 2015 werd de noodzakelijke restauratie van deze muur opgepakt.

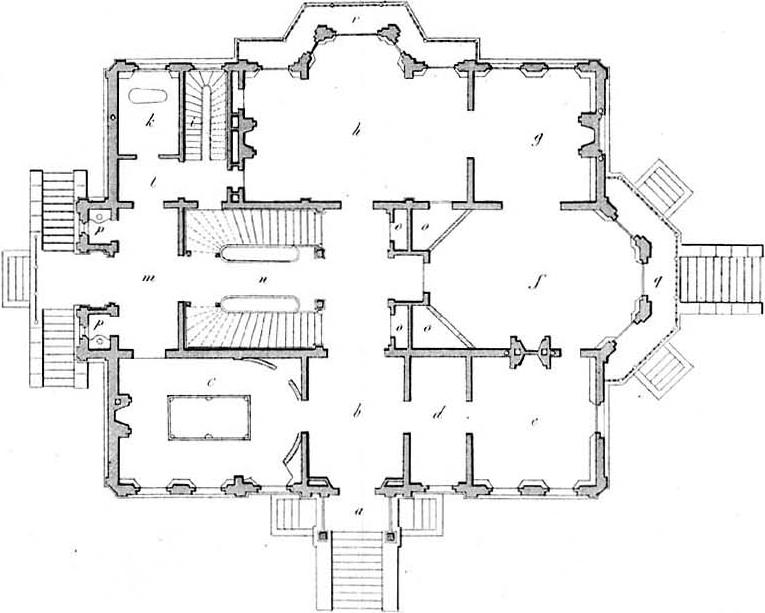
Bouwtekening van Huize Kortenburg
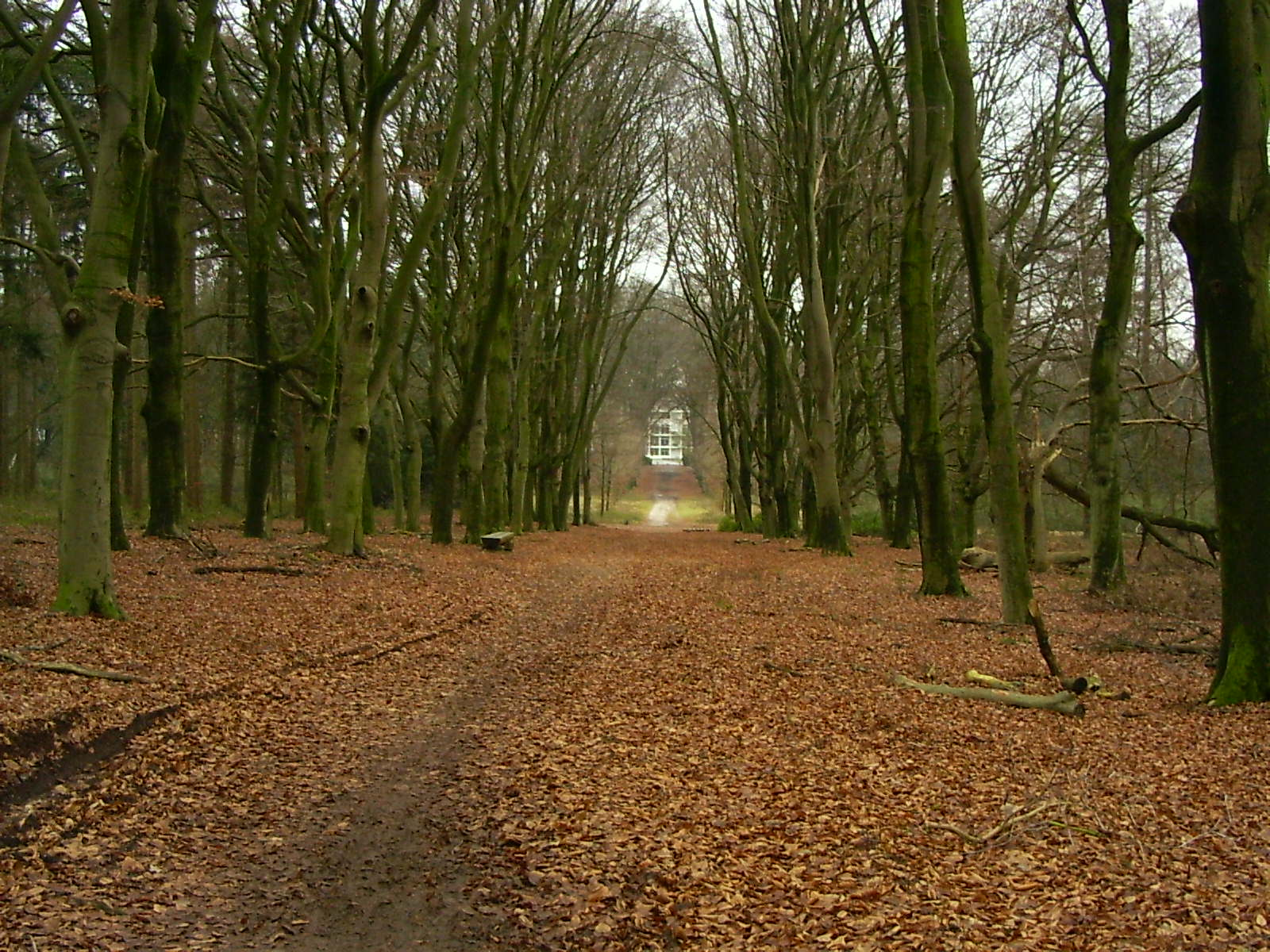
De Koningslaan
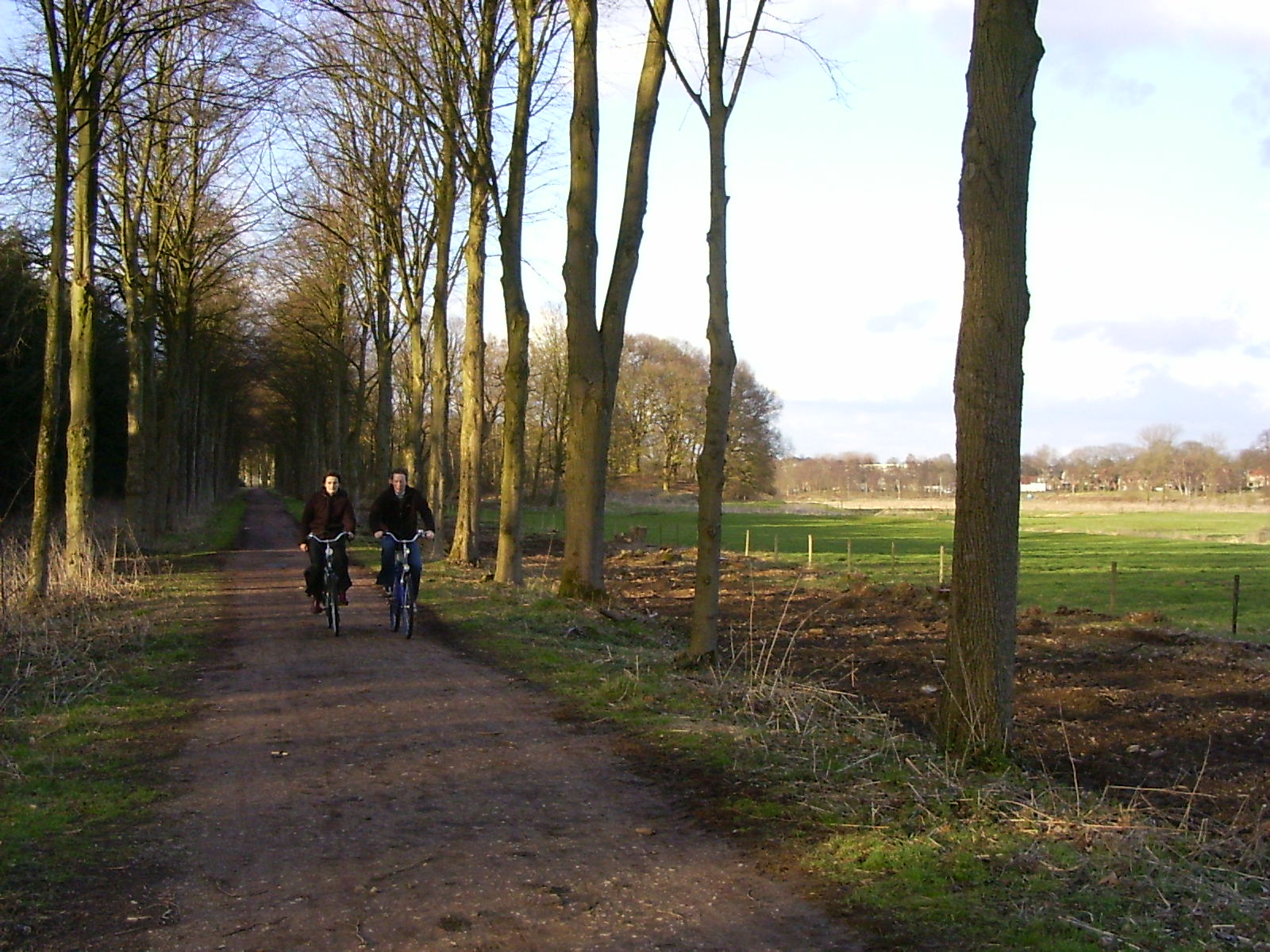
De Grotelaan langs het beekdal

## Trivia
- In 1998 werd Oranje Nassau's Oord gebruikt als filmlocatie en omgebouwd tot rusthuis Vredelief voor de jeugdserie Otje. Niet alleen was het gebouw onderdeel van de serie, ook de personeelsleden spelen mee.